# Llista de cellers de la DOQ Priorat
Llista de cellers de la Denominació d'Origen Qualificada Priorat:
| Celler                           | Municipi               | Màx. Peñín | Comentaris              |  |
| -------------------------------- | ---------------------- | ---------- | ----------------------- |  |
| Ainat                            | La Morera de Montsant  |            |                         |  |
| Álvaro Palacios                  | Gratallops             | 98         |                         |  |
| Arrels del Priorat               | Gratallops             |            |                         |  |
| Bell-Serrai Garsed e Hijos       | Bellmunt del Priorat   |            |                         |  |
| Blai Ferré Just                  | Gratallops             | 88         |                         |  |
| Bodegas B.G.                     | Gratallops             |            |                         |  |
| Bodegas Gratavinum               | Torroja del Priorat    | 90         |                         |  |
| Bodegas Mas Alta                 | La Vilella Alta        | 93         |                         |  |
| Bodegas y Viñedos de Cal Grau    | El Molar               | 88         |                         |  |
| Buil & Giné                      | Gratallops             | 90         |                         |  |
| Burgos Porta                     | Poboleda               | 89         |                         |  |
| Casa gran del Siurana            | Bellmunt del Priorat   |            |                         |  |
| Celler Alcover i Jofre           | La Vilella Alta        |            |                         |  |
| Celler Ardevol i Associats       | Porrera                |            |                         |  |
| Celler Cal Pla                   | Porrera                |            |                         |  |
| Celler Castellet                 | Porrera                | 88         |                         |  |
| Celler Cecilio                   | Gratallops             | 87         |                         |  |
| Celler Costers del Ros           | Gratallops             |            |                         |  |
| Celler de l'Abadia               | Gratallops             | 88         |                         |  |
| Celler de l'Encastell            | Porrera                | 90         |                         |  |
| Celler del Pont                  | La Vilella Baixa       | 89         |                         |  |
| Celler dels Pins Vers            | El Molar               | 90         |                         |  |
| Celler Joan Simó                 | Porrera                | 90         |                         |  |
| Celler Mas de les Pereres        | Poboleda               | 89         |                         |  |
| Celler Mas d'en Just             | Poboleda               |            |                         |  |
| Celler Mas Doix                  | Poboleda               | 92         |                         |  |
| Celler Mas Garrian               | El Molar               | 88         |                         |  |
| Celler Rosa Ma. Bartolomé Vernet | Bellmunt del Priorat   | 89         |                         |  |
| Celler Vall-Llach                | Porrera                | 91         |                         |  |
| Cellers Capafons-Ossó            | Falset                 | 91         |                         |  |
| Cellers Cartoixa de Montsalvat   | La Vilella Alta        |            |                         |  |
| Cellers de Scala Dei             | La Morera de Montsant  | 89         |                         |  |
| Celler Devinssi                  | Gratallops             | 87         |                         |  |
| Cellers Escoda Rivero            | La Vilella Alta        |            |                         |  |
| Cellers Fuentes                  | Bellmunt del Priorat   | 89         |                         |  |
| Cellers Ripoll Sans              | Gratallops             | 90         |                         |  |
| Cims de Porrera                  | Porrera                |            |                         |  |
| Clos Berenguer                   | El Molar               | 89         |                         |  |
| Clos Figueras                    | Gratallops             | 89         |                         |  |
| Clos i Terrasses                 | Gratallops             | 93         | Clos Erasmus            |  |
| Clos Mogador                     | Gratallops             | 95         |                         |  |
| Combier-Fischer-Gerin            | Torroja del Priorat    | 90         |                         |  |
| Costers del Siurana              | Gratallops             | 92         | Clos de l'Obac          |  |
| Costers del Priorat              | Bellmunt del Priorat   |            |                         |  |
| De Muller                        | El Molar               | 90         |                         |  |
| Domini de la Cartoixa            | El Molar               | 91         |                         |  |
| Els Cups                         | Poboleda               |            |                         |  |
| Francisca Vicent Robert          | Gratallops             | 88         |                         |  |
| Francisco Castillo Serrano       | Porrera                |            |                         |  |
| Celler Genium                    | Poboleda               | 90         |                         |  |
| Celler Mas Basté                 | Gratallops             | 89         |                         |  |
| Celler Melis                     | Torroja del Priorat    | 93         |                         |  |
| Ferrer Bobet                     | Falset                 | 94         |                         |  |
| Gratavinum                       | Torroja del Priorat    |            |                         |  |
| Celler Sabaté                    | La Vilella Baixa       | 91         |                         |  |
| Joan Ametller                    | La Morera de Montsant  | 89         |                         |  |
| La Conreria d'Scala Dei          | La Morera de Montsant  | 88         |                         |  |
| La Perla del Priorat             | El Molar               |            |                         |  |
| Llicorella Vins                  | Torroja del Priorat    | 88         |                         |  |
| Marco Abella                     | Porrera                | 89         |                         |  |
| Mas Blanc                        | Falset                 |            | Pinord                  |  |
| Mas Igneus                       | Gratallops             | 88         |                         |  |
| Mas Martinet Viticultors         | Falset                 | 90         |                         |  |
| Perinet                          | Poboleda               | 92         | Obert a visites         |  |
| Masdeu i Campos                  | Gratallops             | 82         |                         |  |
| Masia Duch                       | La Morera de Montsant  |            |                         |  |
| Mayol Viticultors                | Torroja del Priorat    | 88         |                         |  |
| Meritxell Pallejà                | Gratallops             | 89         |                         |  |
| Merum Priorati                   | Porrera                | 89         |                         |  |
| Noguerals                        | La Vilella Alta        | 89         |                         |  |
| Celler Pasanau                   | La Morera de Montsant  | 87         |                         |  |
| Prior Pons                       | La Vilella Alta        | 90         |                         |  |
| Celler Rotllan i Marqués         | Torroja del Priorat    | 88         |                         |  |
| Piró de Matret                   | Falset                 |            |                         |  |
| Ramon Pahí Llort                 | Poboleda               |            |                         |  |
| Rotllan Torra                    | Torroja del Priorat    | 88         |                         |  |
| Sangenís i Vaqué                 | Porrera                | 90         |                         |  |
| Saó del Coster                   | Gratallops             | 88         |                         |  |
| Terra de Verema                  | Poboleda               |            |                         |  |
| Terres de Vidalba                | Poboleda               |            |                         |  |
| Terroir al Límit                 | Torroja del Priorat    |            |                         |  |
| Torres Priorat                   | Vilafranca del Penedès | 90         |                         |  |
| Tros del Padrí                   | Porrera                | 91         | Domaines Magrez Espagne |  |
| Viñedos de Ithaca                | Gratallops             |            |                         |  |
| Vinícola del Priorat             | Gratallops             | 90         |                         |  |
| Vins d'Alta Qualitat             | Torroja del Priorat    |            |                         |  |
| Vinyes Mas Romaní                | La Vilella Alta        |            |                         |  |
| Viticultors del Priorat          | Bellmunt del Priorat   | 89         |                         |  |
| Viticultors Mas d'en Gil         | Bellmunt del Priorat   | 93         |                         |  |
| Celler Va de Bòlid               | Torroja del Priorat    |            |                         |  |